# Замена принцезе
Замена принцезе (енгл. The Princess Switch) амерички је божићни љубавно-хумористички филм из 2018. године, редитеља Мајкла Рола, по сценарију Робин Бернхајм и Меган Мецгер. Главне улоге играју Ванеса Хаџенс, Сем Паладио и Ник Сагар.
Концепт филма о двоје људи који наилазе један на другог, док изгледају идентично и мењају места, потиче из романа Марка Твена из 1881. године, под називом Краљевић и просјак.
Филм је објављен 16. новембра 2018. године, дистрибутера Netflix-а. Прати га наставак, Замена принцезе 2: Поново замењене, чија је премијера била 19. новембра 2020. године.

## Радња
Стејси Деново је талентована млада посластичарка, која са својим доживотним пријатељем, Кевином, води успешну посластичарницу у Чикагу. Његова ћерка, Оливија, презрела је млада девојка која ужива у балету и гледа на Стејси као на старију сестру. Стејси је недавно постала сама.
Недељу дана пре Божића, Кевин говори Стејси да је прихваћена њихова пријава на престижно такмичење у посластичарству у Краљевини Белгравији. У почетку невољна да присуствује, пошто је Божић подсећа на Пола, Стејси наилази на њега са новом девојком. Љубазан човек на улици јој каже да јој се божићне жеље могу остварити. Стејси пристаје да оде у Белгравију са Кевином и Оливијом.
Стигавши у Белгравију, они иду у разгледање града, где упознају продавца божићних чарапа који изгледа веома слично љубазном човеку којег је Стејси упознала у Чикагу. Предлаже јој да живи спонтаније. Након што су се сместили, Стејси и Кевин одлазе у студио где ће се одржати такмичење. Тамо, Стејси упознаје своју бившу кулинарску колегиницу и ривалку, Бријану, браниоца титуле. Бријана просипа кафу по Стејсиној кецељи, приморавајући је да купи нову.
Затим Стејси наилази на леди Маргарет Делакорт, војвоткињу од Монтенара и вереницу престолонаследника Едварда од Белгравије, и оне су запањене њиховим идентичним изгледом. Очајнички желећи да остане ван рефлектора, Маргарет предлаже да замене места на два дана, а затим да се врате пре такмичења и Маргаретиног и Едвардовог венчања. У почетку невољно, Стејси прихвата, посебно када леди Маргарет пристане да спонзорише Оливију као ученицу у Белгравијином хваљеном летњем балетском програму.
Стејси и Маргарет брзо уче једна другу о својим животима, понашању и хировима како би умањиле сумњу и разишле се. Оливија одмах схвата шта се дешава, али помаже у чувању тајне док се повезује са Маргарет. У међувремену, принц Едвард – који је требало да буде одсутан два дана током промене – мења своје планове да проведе време са својом вереницом, доводећи Стејси у панику. Краљ Џорџ осећа да се нешто спрема, дајући задатак свом батлеру, Френку, да је посматра. Стејси се прилагођава дворском животу, почињући да се заљубљује у принца Едварда, док се Маргарет заљубљује у Кевина и схвата да воли да живи нормалним животом. Упркос томе, оне се враћају по плану. У међувремену, Бријана се ушуња на ТВ станицу и саботира Стејсин миксер.
Френк фотографише Маргарет и Стејси, а краљици показује да су замениле идентитет. Она наилази на истог љубазног човека, који мисли да Стејси изгледа као принцеза упркос свом статусу, а краљица глуми да је болесна како би послала Едварда и Маргарет да присуствују такмичењу уместо ње.
На такмичењу, Стејси открива Бријанину пакост, док мора ручно да меша своје састојке. Упркос неуспеху, Стејси и Кевин завршавају своју торту и освајају прву награду, уз медаље које су уручили леди Маргарет и принц Едвард. Стејси покушава да избегне уручење медаље, а Кевин – несвестан замене – инсистира да она прихвати. Маргарет и Стејси откривају своју заверу двојици мушкараца. Маргарет исповеда своју љубав према Кевину, док Стејси одлази, осећајући се неприкладно у Едвардовом краљевском животу. Едвард зауставља Стејси и каже да је заљубљен у њу. Он запроси, предлажући божићно венчање за годину дана ако су још увек заљубљени.
Годину дана касније, Стејси се удаје за принца Едварда и постаје принцеза од Белгравије, а оба пара (и Оливија) славе на венчању. Маргарет хвата букет, док је Кевин пита шта ради за Нову годину. Када Маргарет изјави да она нема планове, Кевин одговара: „Можда би желела да задржиш тај букет”, инсинуирајући да планира да је ожени.

## Улоге
- Ванеса Хаџенс као Стејси Деново и леди Маргарет Делакорт, војвоткиња од Монтенара
- Сем Паладио као принц Едвард Виндам
- Ник Сагар као Кевин Ричардс
- Алекса Адеосан као Оливија Ричардс
- Марк Флајшман као Френк Делука
- Суен Браун као гђа Донатели
- Сара Стјуарт као краљица Каролајн Виндам
- Павел Даглас као краљ Џорџ Виндам
- Ејми Грифитс као Бријана Мајклс
- Робин Соанс као љубазни старац

## Продукција
У јуну 2018. године, објављено је да ће Ванеса Хаџенс и Сем Паладио глумити у филму Netflix-а, Замена принцезе.
Снимање је завршено у јуну 2018. године. Већи део филма је снимљен у Карају. Сцена о палати снимљена је у замку Карољи.

## Објављивање
Објављен је 16. новембра 2018. године на Netflix-у.

## Пријем
Према агрегатору рецензија Rotten Tomatoes, филм има оцену одобравања од 75% са просечном оценом 6,6/10, на основу 12 рецензија. Консензус критичара веб-сајта гласи: „Замена принцеза нуди здраву дозу шармантне, безбрижне, забаве за замену близанаца и диван је гледање за сваког безнадежног романтичара.” На Metacritic-у, филм има корисничку оцену 6,4 од 10, на основу 13 оцена, што указује на „генерално повољне критике”.
Линда Холмс из NPR-а похвалила је глуму у филму и назвала га „пријатно пенастим и смешним”, док је критиковала нереалне аспекте радње.

## Наставак
Наставак, Замена принцезе 2: Поново замењене, објављен је 19. новембра 2020. године. Ванеса Хаџенс је преузела још једну улогу као трећа иста девојка, али и као продуценткиња.